# Чемпионат Эстонии по футболу 1941
Чемпионат Эстонии по футболу 1941 — 20-й чемпионат Эстонии по футболу.
В борьбе за первенство старт взяли 6 команд, первый этап должен был состояться с 25 мая по 15 июня, однако чемпионат был прерван Великой Отечественной войной.

## Участники
- Динамо (Таллин);
- Локомотив (Таллин);
- Динамо (Тарту);
- Спордисельтс;
- Спартак (Таллин);
- Спартак (Тарту).